# Anisodes posticamplum
Anisodes posticamplum là một loài bướm đêm trong họ Geometridae.